# Centre commercial Martinkeskus
Le centre commercial Martinkeskus  (finnois : Martinkeskus) est un centre commercial situé dans le quartier de Martinlaakso à Vantaa en Finlande.

## Le centre
Martinkeskus était un centre commercial qui a été construit au tournant des années 1960 et 1970 et était le plus grand centre commercial des pays nordiques lorsqu'il a été achevé.
Le centre commercial a été conçu par l'architecte Erkki Karvinen.
En juin 2015, Martinkeskus a été vendu à la société Pohjola Rakennus Oy Uusimaa.
Martinkeskus a ouvert la dernière fois le 25 septembre 2016 et la démolition du centre commercial a commencé en novembre 2016.
Le centre commercial et son parking ont été remplacés par sept immeubles d'appartements et une épicerie séparée.
Au total, un peu plus de 300 appartements y ont été achevés et un parking a été construit sous la cour.